# Charmosyna margarethae
Charmosyna margarethae é uma espécie de ave da família Psittacidae.
Pode ser encontrada nos seguintes países: Papua-Nova Guiné e Ilhas Salomão.
Os seus habitats naturais são: florestas subtropicais ou tropicais húmidas de baixa altitude, regiões subtropicais ou tropicais húmidas de alta altitude e plantações.
Está ameaçada por perda de habitat.